# Белозорович, Леонид Григорьевич
Леони́д Григо́рьевич Белозоро́вич (бел. Леанід Рыгоравіч Белазаровіч, род. 30 октября 1951, д. Речица, Узденский район, Минская область, Белорусская ССР) — советский и российский актёр и режиссёр кино и дубляжа, сценарист и переводчик.

## Биография
Родился 30 октября 1951 года в деревне Речица, Минская область, Белорусской ССР.
В 1969 году окончил 10 классов Узденской средней школы-интерната и поступил во Всесоюзный государственный институт кинематографии в Москве в мастерскую профессора И. В. Таланкина (белорусский набор). В 1973 году после окончания ВГИКа был распределён в актёрский штат на киностудию «Беларусьфильм» в город Минск, где с 1973 по 1974 год работал актёром кино. С 1975 года — штатный актёр киностудии имени Горького. В 1983 году окончил режиссёрское отделение ВГИКа (мастерскую А. Б. Столпера, Ю. Н. Озерова) по специальности «режиссёр-постановщик театра и кино».
На киностудии им. Горького снял два художественных фильма — «Катенька» и «Двое на голой земле». В 1992 году по заказу телекомпании «Останкино» (ТО «Экран») снял сериал «Белые одежды» — 7 серий по роману Владимира Дудинцева. Сериал выдвигался телекомпанией на соискание Государственной премии России.
Многолетний работник дублирования иностранных фильмов в качестве актёра и режиссёра. В 1990-е годы озвучивал преимущественно на студии «Варус-Видео», впоследствии — на тон-студии «Мосфильм». Дублировал актёра Майка Майерса в ролях Остина Пауэрса и Доктора Зло в двух фильмах. В дубляже его голосом говорят Гэри Олдмен, Джон Траволта, Курт Расселл, Робин Уильямс, Джеймс Вудс, Роуэн Аткинсон, Кристоф Вальц, Джон Малкович, Кевин Клайн. Негативно относится к переводам Дмитрия Пучкова.
С 2004 года вернулся к съёмкам телевизионных сериалов. В ТТО продюсера Ю. Беленького снял два больших проекта — второй сезон теленовеллы «Ундина» и детективный сериал «Чёрная богиня». В 2009 году снял сериал «Дом образцового содержания» по роману Григория Ряжского. Среди других крупных проектов режиссёра — кинофильмы «Без права на выбор», «Мужские каникулы», «Любимая учительница», «Золото Лагина», «Алекс Лютый».
В 2009 году по его сценарию «Невеста моего брата» (Большая мечта) был снят полнометражный фильм (киностудия «Этерна-фильм»).

### Семья
Первая жена — Вера Петровна Белозорович. Сын Ян (р. 1973),  дочь Анна (р. 1983).
Вторая (гражданская) жена (до 2005 года) — Ольга Сергеевна Голованова (р. 26.02.1963), актриса. Сын Егор (р. 2002).
Третья жена (с 2005 года) — Светлана Игоревна Кругликова (р. 1975), кинооператор-постановщик.

## Фильмография

### Актёрские работы
- 1970 — Посланники вечности — юнга
- 1974 — Великое противостояние — одноклассник Симы
- 1974 — Последнее лето детства — Антон
- 1974 — Хождение по мукам — раненый (одиннадцатаяя серия)
- 1976 — Солнце, снова солнце — механик
- 1976 — Гранитные острова — сержант Сырцов
- 1978 — Голубые молнии — Кузнецов
- 1979 — Пробивной человек — Алексей Фёдорович Сичкин
- 1981 — Ответный ход — майор Буткеев
- 1982 — Казнить не представляется возможным — фельдфебель Квашнин
- 1982 — Свидание с молодостью — киномеханик
- 1982 — Приказ: перейти границу — переводчик
- 1983 — Приступить к ликвидации — капитан милиции Токмаков
- 1984 — Второй раз в Крыму — генерал-лейтенант Филиппович
- 1984 — Вера. Надежда. Любовь — командир Логунов
- 1984 — В лесах под Ковелем — Николай Данилович Трофимов
- 1985 — Битва за Москву — Павлов-сын, ополченец
- 1986 — Мужские тревоги — командир корабля Ромнев
- 1986 — Баллада о старом оружии — Кирилл Деркачёв
- 1987 — Визит к Минотавру — Баранов
- 1992 — Белые одежды — Тимур Егорович Киценко
- 2008 — Красное на белом — генерал Батов
- 2010 — Дом образцового содержания — Герман Николаевич, сотрудник УПДК (семнадцатая серия)
- 2011 — Поединки: Выбор агента Блейка — связной Дик
- 2014 — Розыск 3 — потерпевший (седьмая серия)
- 2014 — Модель счастливой жизни — Валерий Сергеевич
- 2017 — Пляж. Жаркий сезон — генерал Лисицын
- 2018 — Золото Лагина — полковник Хижняк

### Режиссёрские работы
- 1987 — Катенька[6]
- 1989 — Двое на голой земле
- 1992 — Белые одежды[7]
- 2004 — Ундина 2: На гребне волны[8]
- 2005 — Чёрная богиня
- 2006 — 2007 — Гонка за счастьем
- 2010 — Дом образцового содержания[9]
- 2010 — Институт благородных девиц (первая-четвёртая серии)
- 2011 — Поединки: Выбор агента Блейка[10]
- 2011 — Поединки: Две жизни полковника Рыбкиной
- 2012 — Без права на выбор
- 2014 — Мужские каникулы[11]
- 2015 — Любимая учительница
- 2017 — Пляж. Жаркий сезон
- 2018 — Золото Лагина
- 2019 — Алекс Лютый
- 2020 — Вторая попытка
- 2021 — Хрустальное счастье
- 2022 — Алекс Лютый. Дело Шульца
- 2024 — Княжна милосердия

### Сценарные работы
- 1989 — Двое на голой земле
- 1992 — Белые одежды
- 2012 — Любимая учительница
- 2012 — Без права на выбор
- 2024 — Княжна милосердия

## Озвучивание мультфильмов
- 1980 — Хитрая ворона — Кот
- 1981—1986 — Великолепный Гоша — Великолепный Гоша
- 1982 — Сказка о зеркале — крестьянин
- 1983 — Ух ты, говорящая рыба! — говорящая рыба-юноша, спасший стариков от доброго волшебника Ээха

## Дубляж

### Фильмы

#### Кристоф Вальц
- 2021 — Не время умирать — Франц Оберхаузер / Эрнст Ставро Блофельд[источник не указан 725 дней]
- 2015 — 007: Спектр — Франц Оберхаузер / Эрнст Ставро Блофельд[12]
- 2012 — Джанго освобождённый — дантист Шульц[13]

#### Гэри Олдмен
- 2010 — Книга Илая — Карнеги[14]
- 1997 — Пятый элемент — Жан-Батист Эммануэль Зорг[14] (дубляж «Ист-Вест», 2000)

#### Джон Малкович
- 2010 — РЭД — Марвин Боггс[12]
- 2013 — РЭД 2 — Марвин Боггс[12]

#### Майк Майерс
- 2002 — Остин Пауэрс: Голдмембер — Остин Пауэрс / Доктор Зло[15]
- 1999 — Остин Пауэрс: Шпион, который меня соблазнил — Остин Пауэрс / Доктор Зло[15]

#### Другие фильмы
- 2014 — Новый Человек-паук. Высокое напряжение — Дональд Менкен (Колм Фиори)[14]
- 2011 — Несносные боссы — Боби Пеллит (Колин Фаррелл)[14]
- 2009 — Гран Торино — Митч Ковальски[14]
- 2009 — Такси 4 — 	Альбер ван ден Бош (Фенимор Эжен Требуле) и Эдуард Требуле[14]
- 2000 — Помни — Леонард Шелби (Гай Пирс)[14]
- 2001 — Гарри Поттер и философский камень — Крюкохват[14]
- 1999 — Матрица — Сайфер (Джо Пантолиано)[14]
- 1982 — Бегущий по лезвию — Рой Батти (Рутгер Хауэр)[14]

### Мультфильмы
- 2000 — Приключения Рокки и Буллвинкля — Буллвинкль[16]
- 1988 — Земля до начала времён — Питри[16] (дубляж компании «Селена интернешнл» по заказу ОРТ, 1997 г.)

### Мультсериалы
- 1995 — 1996 — Червяк Джим[англ.] — червяк Джим[16] (дубляж компании «Селена интернешнл» по заказу ОРТ и СТС)
- 1993 — 1995 — Легенды Острова сокровищ  — капитан Смоллетт / Бен Ганн / Морган / Небич / Крыса[16] (ОРТ)

### Компьютерные игры
- 2023 — Atomic Heart — ХРАЗ[17]
- 2022 — Ghostrunner — Архитектор[18] (озвучка студии GamesVoice)
- 2021 — Outriders — Эрнандо Монрой[19]
- 2020 — Black Book — Белая голова
- 2012 — The Elder Scrolls V: Dragonborn — Нелот[16]
- 2011 — Ведьмак 2 — Детмольд[16]
- 2010 — Call of Duty: Black Ops — Виктор Резнов[16]
- 2009 — Assassin’s Creed II — тренер Монтериджони / Полициано[16]
- 2009 — Dragon Age: Origins — Ульдред / эмиссар Петер / эмиссар Карон / рыцарь-командор Тавиш / Банн Сеорлик / Имрек / Годвин / Интендант в башне магов[16]

### Режиссёр дубляжа
- 2013 — Андроид[20]
- 2002 — Остин Пауэрс: Голдмембер[15]
- 2002 — К-19[15]
- 2001 — Властелин колец: Братство Кольца[15]
- 2001 — Гарри Поттер и философский камень[15]
- 2001 — Джей и Молчаливый Боб наносят ответный удар[21]
- 2001 — Искусственный разум[15]
- 2000 — Шоколад[15]
- 1999 — Зелёная миля[15]
- 1999 — Остин Пауэрс: Шпион, который меня соблазнил[15]
- 1990 — 2000 — Беверли-Хиллз 90210[22]